# Műugrás az 1912. évi nyári olimpiai játékokon
Az 1912. évi nyári olimpiai játékok műugró számai négyre bővültek a kétféle toronyugrással és a női toronyugrással. Az érmek nagy részét a svéd versenyzők nyerték.

## Éremtáblázat
(A táblázatokban a rendező ország csapata és a magyar csapat eltérő háttérszínnel, az egyes számoszlopok legmagasabb értéke, vagy értékei vastagítással kiemelve.)
| Az 1912. évi nyári olimpiai játékok éremtáblázata műugrásban | Az 1912. évi nyári olimpiai játékok éremtáblázata műugrásban | Az 1912. évi nyári olimpiai játékok éremtáblázata műugrásban | Az 1912. évi nyári olimpiai játékok éremtáblázata műugrásban | Az 1912. évi nyári olimpiai játékok éremtáblázata műugrásban | Olimpia  |
| ------------------------------------------------------------ | ------------------------------------------------------------ | ------------------------------------------------------------ | ------------------------------------------------------------ | ------------------------------------------------------------ | -------- |
|                                                              | Ország                                                       | Arany                                                        | Ezüst                                                        | Bronz                                                        | Összesen |
| 1.                                                           | Svédország (SWE)                                             | 3                                                            | 2                                                            | 2                                                            | 7        |
| 2.                                                           | Németország (GER)                                            | 1                                                            | 2                                                            | 1                                                            | 4        |
|                                                              |                                                              |                                                              |                                                              |                                                              |          |
| 3.                                                           | Nagy-Britannia (GBR)                                         | 0                                                            | 0                                                            | 1                                                            | 1        |
|                                                              |                                                              |                                                              |                                                              |                                                              |          |
| Összesen                                                     | Összesen                                                     | 4                                                            | 4                                                            | 4                                                            | 12       |

## Érmesek

### Férfi számok
| Az 1912. évi nyári olimpiai játékok érmesei férfi műugrásban |                                  |                                      |                                    |
| Versenyszám                                                  | Arany                            | Ezüst                                | Bronz                              |
| Műugrás                                                      | Paul Günther · Németország (GER) | Hans Luber · Németország (GER)       | Kurt Behrens · Németország (GER)   |
| Toronyugrás 5 és 10 m.                                       | Erik Adlerz · Svédország (SWE)   | Hjalmar Johansson · Svédország (SWE) | John Jansson · Svédország (SWE)    |
| Toronyugrás egyszerű és összetett                            | Erik Adlerz · Svédország (SWE)   | Albert Zürner · Németország (GER)    | Gustaf Blomgren · Svédország (SWE) |

### Női szám
| Az 1912. évi nyári olimpiai játékok érmesei női műugrásban |                                    |                                 |                                       |
| Versenyszám                                                | Arany                              | Ezüst                           | Bronz                                 |
| Toronyugrás                                                | Greta Johansson · Svédország (SWE) | Lisa Regnell · Svédország (SWE) | Isabelle White · Nagy-Britannia (GBR) |